# Le Lorey
Le Lorey ist eine französische Gemeinde im Département Manche in der Normandie. Sie gehört zum Arrondissement Saint-Lô und zum Kanton Saint-Lô-1. Sie grenzt im Nordwesten an Montcuit, im Norden an Hauteville-la-Guichard, im Osten an Marigny-Le-Lozon, im Süden an Cametours, im Südwesten an Savigny und im Westen an Camprond.

## Bevölkerungsentwicklung
| Jahr      | 1962 | 1968 | 1975 | 1982 | 1990 | 1999 | 2008 | 2018 |
| --------- | ---- | ---- | ---- | ---- | ---- | ---- | ---- | ---- |
| Einwohner | 640  | 633  | 522  | 467  | 528  | 556  | 601  | 607  |

## Sehenswürdigkeiten

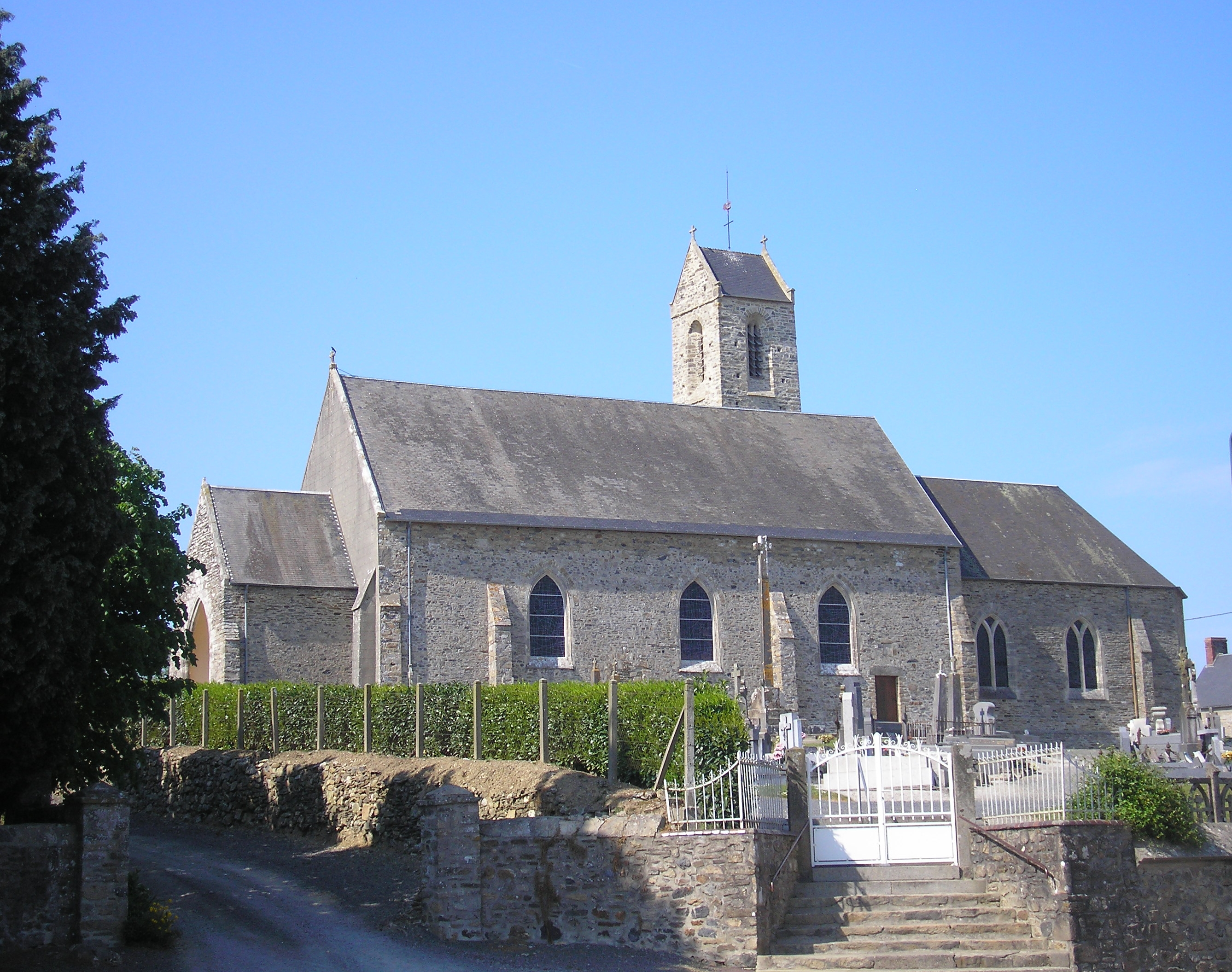
Kirche Saint-Martin

- Kirche Saint-Martin